# لوکاس کواسنیوک
لوکاس کواسنیوک (انگلیسی: Lukas Kwasniok؛ زادهٔ ۱۲ ژوئن ۱۹۸۱) بازیکن فوتبال اهل لهستان است.
از باشگاه‌هایی که در آن بازی کرده‌است می‌توان به باشگاه فوتبال کارلسروهه اشاره کرد.